# راشد أحمد الرميثي
راشد أحمد محمد خميس الرميثي، شاعر ورجل أعمال إماراتي، وأول إماراتي يفوز بلقب شاعر المليون.

## حياته
ولد في عام 1986 في مدينة أبوظبي في دولة الإمارات العربية المتحدة.
حاصل على شهادة البكالوريوس في إدارة الأعمال من جامعة بليموث - المملكة المتحدة، وعمل باحثاً اقتصادياً في دائرة التنمية الاقتصادية - أبوظبي، ومن ثم أخصائي مشاريع اقتصادية في الأمانة العامة للمجلس التنفيذي - أبوظبي، قبل أن يتفرغ لإدارة الأعمال.
نجح في الفوز في انتخابات مجلس إدارة غرفة تجارة وصناعة أبوظبي عام 2014، واستمرت عضويته حتى عام 2021، كما شغل منصب عضو مجلس إدارة في العديد من المؤسسات والشركات، كما شغل منصب عضو في لجنة العلامات التجارية في وزارة الاقتصاد الإماراتية.

## لقب شاعر المليون
فاز بلقب مسابقة شاعر المليون الشعرية في نسختها الخامسة وحصل على البيرق في عام 2012، ويعتبر أول شاعر إماراتي يحصل على هذا اللقب. وقدرت جائزة المركز الأول بخمسة ملايين درهم إماراتي، وهي أغلى جائزة أدبية على مستوى العالم من حيث القيمة المالية.